# Molophilus (Molophilus) ermolenkoi
Molophilus (Molophilus) ermolenkoi is een tweevleugelige uit de familie steltmuggen (Limoniidae). De soort komt voor in het Palearctisch gebied.